# Opatija
Opatija (IPA: /ɔpǎtija/, italienska: Abbazia, tyska: Sankt Jakobi, ungerska: Abbázia) är en stad och stadskommun i Kroatien. Staden ligger i Primorje-Gorski kotars län på halvön Istrien och har 11 659 invånare (2011) varav 6 657 personer bor i tätorten. Opatija är en turist- och kurort samt huvudort vid Opatijarivieran.

## Etymologi
Liksom många andra städer längs med Kroatiens kust har Opatija under större delen av sin historia varit en multikulturell ort präglad av framförallt den italienska och kroatiska kulturen. Staden var till stora delar italiensktalande fram till andra världskriget vilket inte nödvändigtvis speglade befolkningens etniska ursprung och sammansättning. Liksom många andra kroatiska kuststäder var italienska administrationens och den övre samhällsklassens språk. I Parisfreden år 1947 tillföll Opatija officiellt delrepubliken Kroatien i Jugoslavien. Fram till dess var staden allmänt känd under sitt italienska namn. Från år 1947 blev det kroatiska namnet det officiella namnet.    
Stadens italienska namn 'Abbazia' liksom dess kroatiska motsvarighet 'Opatija' härrör från att det i staden tidigare fanns ett benediktinerkloster (Sankt Jakobs kloster) kring vilket orten växte fram. Dessa namn har i sin tur sitt ursprung från latinets abbatia som kännetecknar ett munkkloster som leds av en abbot.    

### Smeknamn och slogan
Opatija har flera smeknamn och slogans som används inte minst i marknadsföringsskäl. Bland de vanligaste hör "Gamla damen" (Stara dama), "Adriatiska havets pärla" (Biser Jadrana) och "Turismens drottning" (Kraljica turizma).

## Historia

### Antiken och medeltiden
Under antiken beboddes området där Opatija idag ligger av de illyriska folkstammarna histrier och liburner. Området intogs senare av romarna. Under folkvandringstiden på 600-talet slog sig slaverna ned i området. 
Stadens historia och dess namn är starkt förknippat med benediktinklostret (Sankt Jakobs kloster) som anlades vid havet där Sankt Jakobs kyrka idag ligger. Klostret kan ha anlagts redan på 1100-talet. Med tiden växte ett samhälle upp kring klosterbyggnaden.  

### Huset Habsburg

Opatija omkring sekelskiftet 1800/1900.

Under 1400-talet inlemmades kvarnerområdet i habsburgarnas domäner. År 1449 omnämns staden för första gången i skrift som Abatia St. Jacobi al Paolo eller Abatia St. Jacobi ad Prelucam. Senare benämns orten under varierande namn, däribland Abbazia ad Prelucam, Abbazia ad Palum, Abbazia ad Stoeckchen och Abbazia de Rosacis. Klostret ingick i Kastavs socken och stod länge i beroendeställning till staden Kastav. Sankt Jakobs kloster finns omnämnt i dokument från år 1453. Vid den tiden fanns det 35 hus kring klosterkomplexet och invånarantalet i byn uppgick till 250 invånare. År 1552 förlänade kejsar Ferdinand I klostret till biskopen av Senj som därefter fick ensamrätt att hantera och förfoga över byggnaden och dess tillgångar. Redan året därpå förlänades klostret till augustinorden i Rijeka som därefter förfogade över egendomen till år 1723 då det övergick i jesuitorden från Rijekas ägo. Efter den lokala jesuitordens upplösning administrerades klostret från år 1774 av Rijekas domkapitel. 

### Fransk ockupation
Åren 1809–1813 ockuperades Opatija av Napoleons franska styrkor och inlemmades därefter i de av fransmännen upprättade illyriska provinserna. Den franska administrationen innebar slutet för det klerikala styret av Sankt Jakobs kloster och det samhälle som vuxit upp kring det. Istället introducerades en sekulär administration vilket ledde till inflyttning av personer som inte stod i feodal relation till Rijekas domkapitel. Det nya civila styret ledde till att den dåtida fiskebyn Opatija började utvecklas till en stad. Efter den kortvariga franska ockupationen inlemmades Opatija åter i Österrike vilket bekräftades genom Wienkongressen år 1815. Åren 1816–1849 ingick Opatija i den österrikiska provinsen Kungariket Illyrien och åren 1849–1919 i Österrikiska kustlandet. Under den österrikiska administrationen som varade till första världskrigets slut och Österrike-Ungerns upplösning år 1918 utvecklades staden till en av dubbelmonarkins främsta och mest fashionabla turist- och kurorter.  

### Österrikiskt styre

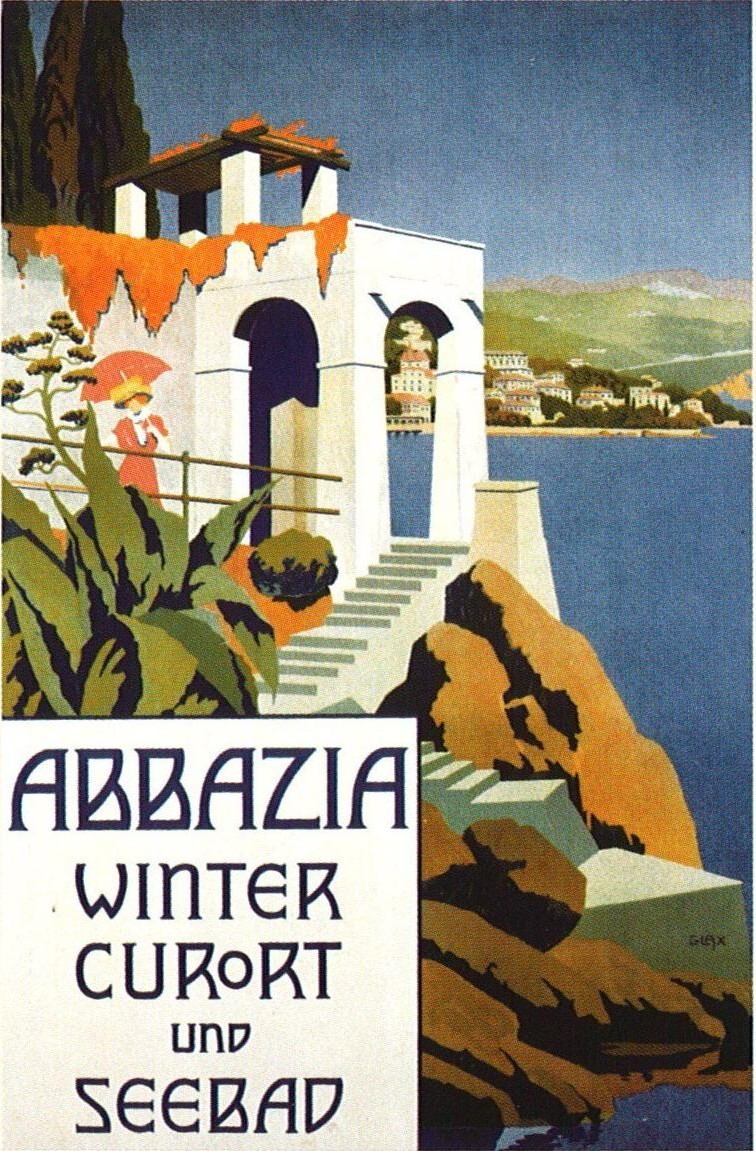
Tyskspråkig affisch från år 1911 som marknadsför Opatija som kurort.

Opatijas transformation till en av de mest populära turist- och kurorterna vid Medelhavet i slutet av 1800-talet kännetecknas av tillkomsten av den idag kulturminnesmärkta byggnaden Villa Angiolina. Villan uppfördes år 1844 på initiativ av patriciern, redaren och handelsmannen Iginio Scarpa från Rijeka och tjänade ursprungligen som familjen Scarpas sommarresidens. Scarpa var känd för sin gästvänlighet och besöktes inte sällan av den österrikisk-ungerska societeten som i sin entusiasm över den lokala vegetationen och sköna klimatet spred goda rykten om Opatija vilket banade väg för stadens utveckling till en populär kurort. Efter några år växte Opatijas popularitet hos det österrikiska hovet och allt fler prominenta personer besökte staden. År 1883 publicerades Idylle von der Adria, den första turistguideboken för Opatija. Nya villor och lyxhotell, däribland Hotel Kvarner (1884) och Hotel Kronnenprinzessin Stephanie (dagens Hotel Imperial, 1885), byggdes för att hysa det allt större antalet besökare. Från år 1889 var Opatija det österrikiska hovets officiella semesterort. Kring sekelskiftet 1899/1900 hade Opatija utvecklats till en av de mest populära badorterna vid Medelhavet och bland annat kejsar Frans Josef lät uppföra en villa i kurorten där han kunde tillbringa flera månader under vintern. 
1800-talets tekniska framsteg lät inte vänta på sig och som ett led av Opatijas utveckling fick staden i slutet av 1800-talet elektricitet och vattenförsörjning. År 1908 introducerades elektrisk spårväg mellan orterna Lovran–Opatija–Matulji vilket innebar att Opatija via järnvägsstationen i Matulji fick anknytning till det statliga järnvägsnätet. År 1900 hade Opatija 8 430. Tio år senare (1910) hade staden befolkning vuxit till 11 825 invånare.  

### Mellankrigstiden och andra världskriget
Efter Österrike-Ungerns upplösning år 1918 uppstod en territoriell dispyt mellan Kungariket Italien och den då nyskapade staten Serbernas, kroaternas och slovenernas kungarike (från år 1929 kallat Jugoslavien) kring tidigare österrikisk-ungerska områden men blandad italiensk- och slavisktalande befolkning. Genom Rapallofördraget år 1920 löstes dispyten tillfälligt då Kungariket Italien tilläts annektera Istrien, inklusive Opatija. Perioden för det italienska styret kännetecknades av stagnation, ekonomisk tillbakagång och något senare även politisk repression. Opatija hade blivit en stad i Italiens periferi och i samband med att Italien år 1922 blev fascistiskt utsattes den lokala kroatiska befolkningen för italienisering. Denna politik manifesterades bland annat genom att offentliga tjänster tillsattes av italiensktalande och att personer med kroatiska efternamn påtvingades italienskklingande varianter av sitt efternamn.  

## Geografi och klimat

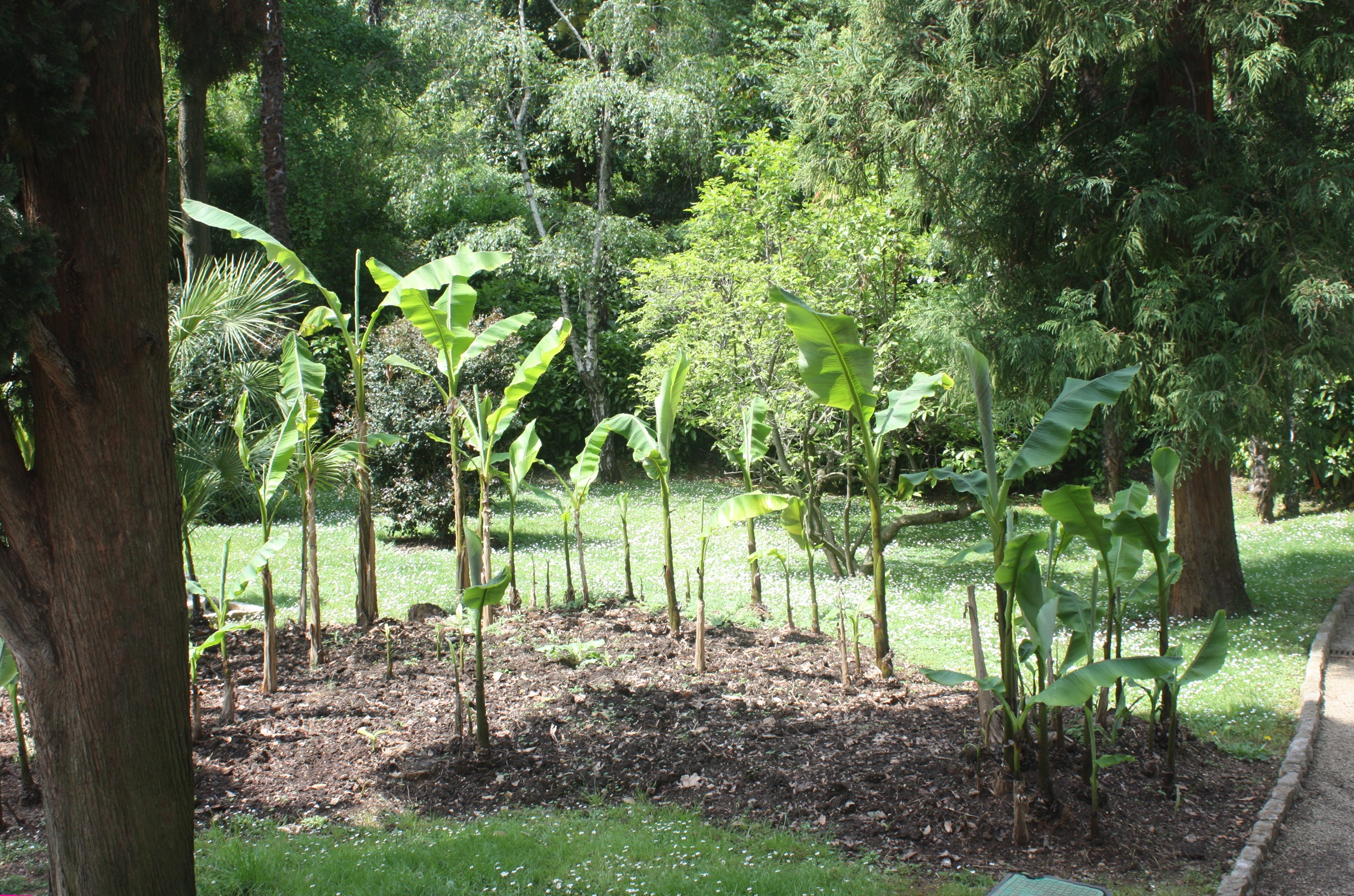
Bananplantor i den centrala stadsparken (Angiolinaparken) år 2015.

Opatija är beläget vid Adriatiska havet och Kvarnerviken i nordvästra Kroatien. Dess skyddade läge vid berget Učkas fot innebär att staden omfattas av ett gynnsamt mikroklimat som delvis legat till grund för stadens utveckling till en kurort. Rijeka, Kroatiens största hamnstad och tredje största stad, belägen drygt 17 kilometer sydöst om Opatija liksom öarna Krk och Cres är vid klart väder väl synliga från Opatijas kustlinje.
Opatija har typiskt medelhavsklimat som karaktäriseras av milda vintrar och varma somrar. Det genomsnittliga antalet soltimmar uppgår till drygt 2 100 om året. Den genomsnittliga medeltemperaturen under sommarmånaderna uppgår till 22 °C och under vintermånaderna till 7 °C. Havstemperaturen varierar mellan 9 °C vintertid och 26 °C sommartid.
De vanligaste vindarna i området är den nordöstliga boravinden och den sydvästliga siroccovinden. Under sommarhalvåret förekommer svaga sjöbriser och den västliga mistralvinden som vanligtvis blåser in sena eftermiddagar ger då svalka. Den nordliga tramontanavinden blåser vanligtvis in på morgonen och är gynnsam för sportsliga aktiviteter såsom vindsurfning och segling.
Med undantag för april är september–januari de mest nederbördsrika månaderna.
Normala temperaturer och nederbörd i Opatija:
|                                            | Jan | Feb | Mar  | Apr  | Maj  | Jun  | Jul | Aug  | Sep  | Okt  | Nov  | Dec |
| ------------------------------------------ | --- | --- | ---- | ---- | ---- | ---- | --- | ---- | ---- | ---- | ---- | --- |
| Normaldygnets maximitemperaturs medelvärde | 8,9 | 10  | 12,8 | 17,8 | 22,8 | 27,2 | 30  | 28,9 | 23,9 | 18,9 | 13,9 | 10  |
| Normaldygnets minimitemperaturs medelvärde | 2,8 | 2,8 | 6,1  | 10   | 13,9 | 17,8 | 20  | 20   | 15   | 12,2 | 7,8  | 3,9 |
|                                            |     |     |      |      |      |      |     |      |      |      |      |     |
| Nederbörd                                  | 126 | 97  | 96   | 123  | 92   | 61   | 40  | 90   | 134  | 128  | 181  | 166 |

| Diagram | temperaturer i °C • månadsnederbörd i mm • Källa: Weatherbase.com | temperaturer i °C • månadsnederbörd i mm • Källa: Weatherbase.com | temperaturer i °C • månadsnederbörd i mm • Källa: Weatherbase.com | temperaturer i °C • månadsnederbörd i mm • Källa: Weatherbase.com | temperaturer i °C • månadsnederbörd i mm • Källa: Weatherbase.com | temperaturer i °C • månadsnederbörd i mm • Källa: Weatherbase.com | temperaturer i °C • månadsnederbörd i mm • Källa: Weatherbase.com | temperaturer i °C • månadsnederbörd i mm • Källa: Weatherbase.com | temperaturer i °C • månadsnederbörd i mm • Källa: Weatherbase.com | temperaturer i °C • månadsnederbörd i mm • Källa: Weatherbase.com | temperaturer i °C • månadsnederbörd i mm • Källa: Weatherbase.com | temperaturer i °C • månadsnederbörd i mm • Källa: Weatherbase.com |
|         | 126 9 3                                                           | 97 10 3                                                           | 96 13 6                                                           | 123 18 10                                                         | 92 23 14                                                          | 61 27 18                                                          | 40 30 20                                                          | 90 29 20                                                          | 134 24 15                                                         | 128 19 12                                                         | 181 14 8                                                          | 166 10 4                                                          |

## Politik och administration

### Politiskt ledning
Optijas stadsfullmäktige är stadens högsta beslutande organ. Det består av totalt 17 råd vars mandatperiod löper över fyra år. Stadsfullmäktige sammanträder i Opatijas stadshus.

### Lokalnämndsområden
I politisk mening är Opatija indelat i 15 lokalnämndsområden vars nämndemän fattar beslut och implementerar lokala beslut.  Lokalnämndsområdenas namn och geografiska omfattning sammanfaller ibland men inte alltid med stadens administrativa indelning. Opatijas lokalnämndsområden är Belveder, Dobreć, Ičići, Ika, Kosovo, Opatija-Centar I, Opatija-Centar II, Oprič, Pobri, Poljane, Punta Kolova, Vasanska, Veprinac-Učka, Volosko och Tošina.

### Orter
Opatijas stadskommun är indelad i tio orter (naselja) inklusive tätorten Opatija. Dessa är (historiska men ej officiella italienska namn inom parentes):
| Kroatisk namn | Italienskt namn      | Antal invånare (2011) |
| ------------- | -------------------- | --------------------- |
| Dobreć        | Dobreci              | 378                   |
| Ičići         | Icici                | 866                   |
| Ika           | Ica                  | 377                   |
| Mala Učka     | Uccia Piccola        | 1                     |
| Opatija       | Abbazia              | 6 657                 |
| Oprič         | Oprino               | 711                   |
| Pobri         | Pobri                | 1 114                 |
| Poljane       | Pogliane del Carnaro | 534                   |
| Vela Učka     | Uccia Grande         | 40                    |
| Veprinac      | Apriano              | 981                   |

* Källa: Kroatiska statistiska centralbyrån.

## Ekonomi och infrastruktur

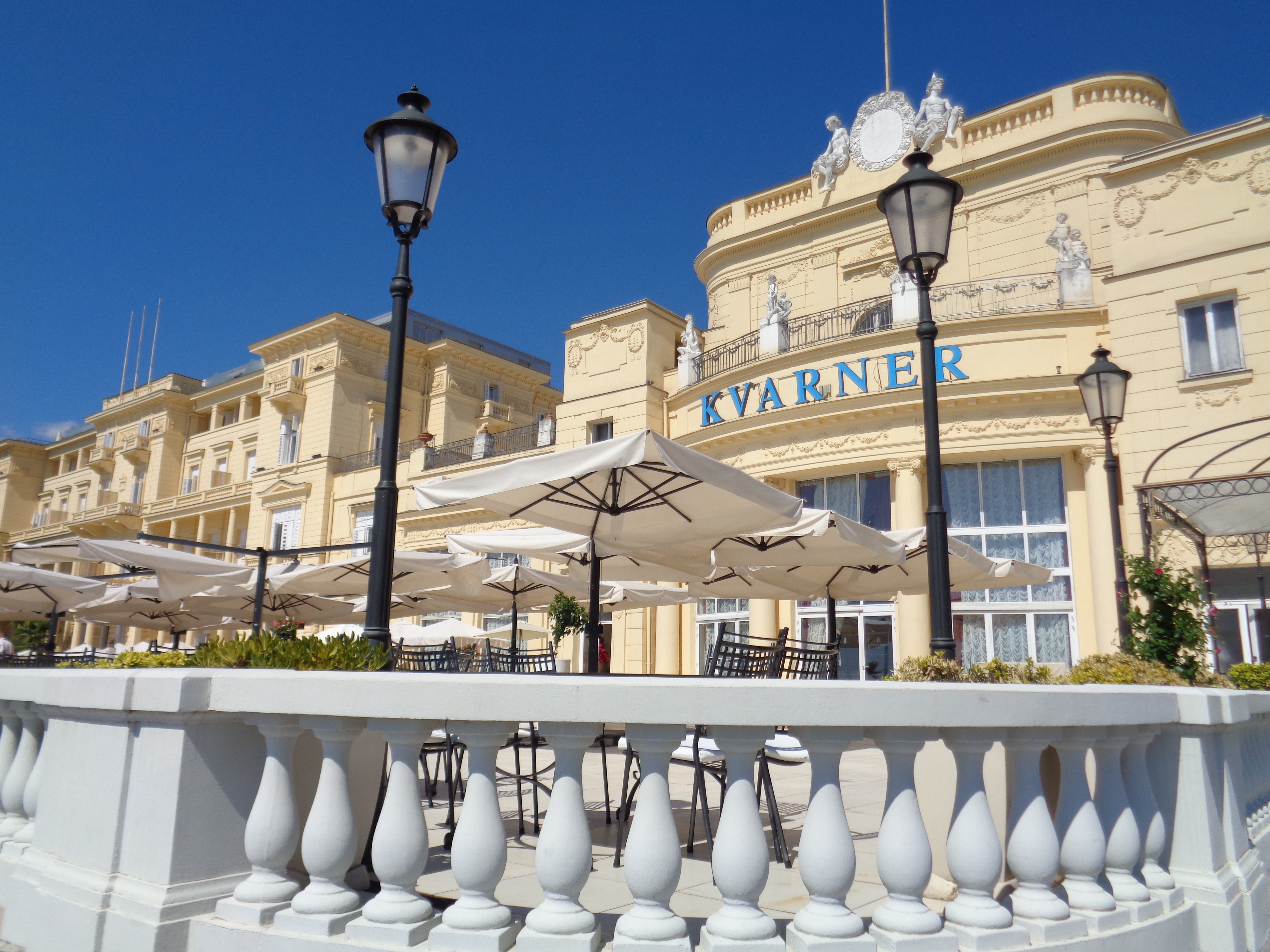
Legendariska Hotel Kvarner år 2017. Turismnäringen utgör sedan slutet av 1800-talet stommen i Opatijas ekonomi.

### Näringsliv
Opatijas ekonomi är till stora delar tjänstebaserad och turistnäringen utgör en betydande del av det lokala näringslivet. Sedan invigningen av Hotel Kvarner år 1884, det första hotellet vid den kroatiska adriatiska kusten, har turismen utgjort stadens ekonomiska motor och stommen i dess ekonomi. År 2012 uppgick antalet turistövernattningar till 1,12 miljoner.
Åren 2008–2012 ökade intäkterna från turistnäringen samtidigt som intäkterna från andra näringsgrenar minskade vilket ledde till en tillbakagång för den lokala ekonomin. En jämförelse mellan åren 2008 och 2012 visade att intäkterna från det lokala näringslivet hade minskat med 26 %. År 2008 var drygt 1 000 personer arbetslösa i Opatija och år 2012 hade antalet arbetslösa stigit till 1 819 personer. Den ekonomiska tillbakagången under perioden förklarades bero på strukturella problem, byråkrati och ineffektiv offentlig förvaltning.

### Transport och kommunikationer
Vid Opatija finns anslutningsvägar till motorvägen A7 som i sydlig riktning leder mot Rijeka och i nordlig riktning mot Rupa och den kroatisk-slovenska gränsen. Anslutningsväg finns även till motorvägen A8 och det så kallade Istriska Y:et som i västlig riktning leder till det istriska inlandet och kuststäderna, däribland Pula, Rovinj och Poreč. 
De närmaste internationella flygplatserna är Rijekas flygplats (belägen drygt 40 kilometer från Opatija) och Pulas flygplats (belägen drygt 100 kilometer från Opatija). Närmaste centralstation med internationell anknytning är Rijekas järnvägsstation (belägen drygt 15 kilometer från Opatija). Den lokala busstrafiken sköts av det Rijeka-baserade bussbolaget Autotrolej. 
Allmänna och fria hotspots och zoner för anslutning av wifi-utrustade enheter finns bland annat på Slatinastranden i centrala Opatija och på huvudbadstranden i Ičići, Opatijas och Voloskos hamn, Villa Angiolina och Angiolinaparken.

## Demografi

### Könsfördelning, etniska och religiösa grupper
Av stadens 11 659 invånare är 6 278 kvinnor och 5 381 män. En absolut majoritet av invånarna (10 265 personer eller 84,04 procent av befolkningen) är kroater. De tre största minoritetsgrupperna utgörs av serberna (312 personer eller 2,68 procent av befolkningen), italienarna (169 personer eller 1,45 procent av befolkningen) och slovenerna (151 personer eller 1,30 procent av befolkningen). Ingen av stadens övriga minoriteter, däribland albaner, bosniaker, tyskar, österrikare etcetera uppgår till mer än 1 procent av befolkningen.
Av Opatijas befolkning bekänner sig majoriteten (9 025 personer eller 77,41 procent av befolkningen) till den romersk-katolska tron.

### Befolkningsutveckling
| Opatijas befolkningsutveckling åren 1880–2011 Källa: Kroatiska statistiska centralbyrån |

## Kultur och samhälle

### Arkitektur och stadsbild

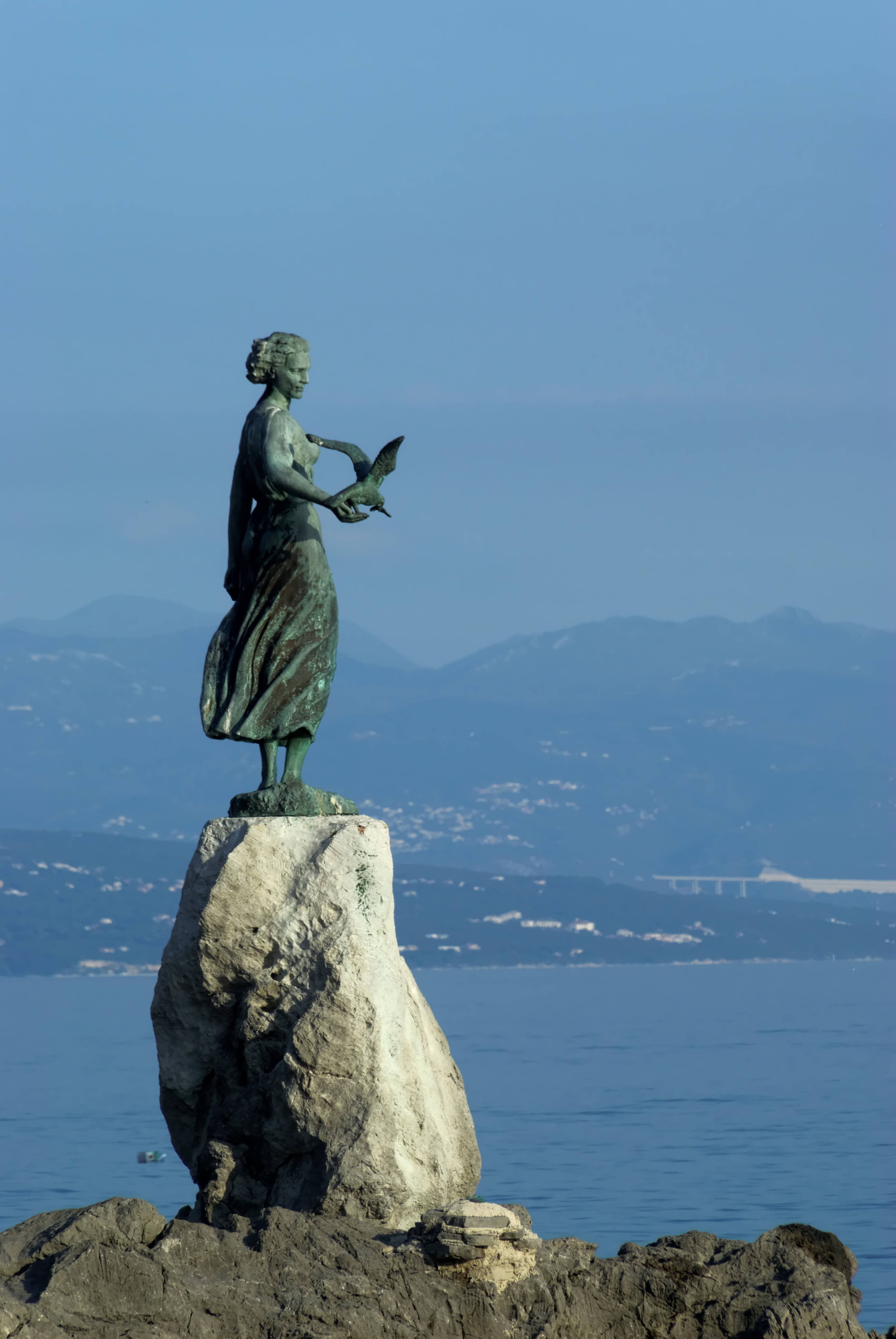
Jungfrun med måsen – Opatijas kanske mest kända skulptur och symbol år 2014.

Opatijas stadsbild, i synnerhet de centrala delarna, präglas av de villor, sommarresidensens och hotell som i slutet av 1800-talet och början av 1900-talet uppfördes i det då österrikisk-ungerska Opatija.  

#### Byggnadsverk
- Villa Angiolina – kulturminnesmärkt villa uppförd år 1844. Dess uppförande symboliserar stadens transformation från fiske- till kurort. Rymmer idag Kroatiska turistmuseet.
- Hotel Kvarner – legendariskt hotell invigt år 1884. Det första hotellet vid den kroatiska adriatiska kusten.
- Jungfru Marie bebådelsekyrkan – romersk-katolsk kyrka uppförd år 1906. Opatijas största kyrka.
- Sankt Jakobs kyrka – Opatijas äldsta kyrkobyggnad med rötter från 1400-talet.
- Evangeliska Kristuskyrkan – evangelisk-luthersk kyrka invigd år 1904. Vid invigningen närvarade bland annat Sveriges och Norges kung Oscar II.

#### Landmärken
- Jungfrun med måsen – skulptur och en av Opatijas främsta symboler. Ett verk från år 1956 av skulptören Zvonko Car.
- Kroatiska Walk of Fame – en trottoar med amerikanska Hollywood Walk of Fame som förebild.[15]
- Lungomare – en drygt 12 kilometer lång strandpromenad som löper längs med kustlinjen mellan Volosko och Lovran. Opatija är den största orten vid promenaden.
- Slatinastranden – en drygt 20 000 kvadratmeter stor anlagd betongbadplats i centrala Opatija. Den är stadens främsta och största badplats.

### Opatija i fiktion
Flera scener av den schweiziskt-producerade filmen The Legacy Run spelades år 2016 in i Opatija.

### Utbildning
I Opatija ligger Turism- och managementfakulteten som är en del av Rijekas universitet. Därtill finns fyra gymnasier och en grundskola.

## Kända personligheter
Nedan följer ett urval att kända personligheter med anknytning till Opatija:
- Theodor Billroth (1829–1894), tysk kirurg och amatörmusiker, dog i Opatija.
- Drago Gervais (1904–1957), kroatisk poet, född i Opatija.
- Kosta Hakman (1899–1961), polsk-serbisk målare från Bosnien och Hercegovina, dog i Opatija.
- Franz Graf von Meran (1839–1891), österrikisk adels- och hovman, dog i Opatija.
- Gustav Mahler (1860–1911), österrikisk kompositör, semestrade återkommande i Opatija.
- Andrija Mohorovičić (1857–1936), kroatisk meteorolog och seismolog, född i Volosko som är en del av Opatija.
- Leo Sternbach (1908–2005), kroatisk-amerikansk kemist av judiskt ursprung, född i Opatija.
- Gyula Szapáry (1832–1905), ungersk greve och politiker, dog i Opatija.

## Internationella relationer

### Utländska konsulat
I Opatija har Nederländerna en honorärkonsul.

### Vänorter
Staden Opatija samarbetar med och har olika typer av utbyten, däribland kulturella utbyten, med följande sex vänorter:
- Castel San Pietro, Italien (sedan 1983).
- Ilirska Bistrica, Slovenien (sedan 1987).
- Balatonfüred, Ungern (sedan 1996).
- Carmagnola, Italien (sedan 1998).
- Bad Ischl, Österrike (sedan 2010).
- Kołobrzeg, Polen (sedan 2013).

### Fotnoter
1. 1 2 3 4  ”Population by age and sex, by settlements, 2011 census” (på engelska). Državni zavod za statistiku (Kroatiska statistiska centralbyrån). Arkiverad från originalet den 18 januari 2021. https://web.archive.org/web/20210118130843/https://www.dzs.hr/Eng/censuses/census2011/results/htm/E01_01_01/e01_01_01_zup08_3026.html. Läst 20 oktober 2019.
2. ↑  Per Johnsson (19 juni 2009). ”Måsten på rundresan i Kroatien”. Svenska dagbladet. http://www.svd.se/masten-pa-rundresan-i-kroatien. Läst 24 juli 2016.
3. ↑  Lars Collin (4 juni 2006). ”Balkans riviera”. Svenska dagbladet. http://www.svd.se/balkans-riviera. Läst 24 juli 2016.
4. ↑  Adriaday.com Arkiverad 14 juni 2017 hämtat från the Wayback Machine. - Läst 28 januari 2017. (kroatiska)
5. 1 2 3 4 5 6 7 8 9  ”Opatija” (på kroatiska). Enciklopedija.hr. Miroslav Krležas lexikografiska institut. http://www.enciklopedija.hr/Natuknica.aspx?ID=45205. Läst 20 oktober 2019.
6. 1 2  Opatija.hr - Staden Opatijas officiella webbplats. - Läst 25 januari 2017. (kroatiska)
7. 1 2 3  ”Climate overview” (på engelska). Visitopatija.net. Liburnia Riviera Hotels. Arkiverad från originalet den 20 oktober 2019. https://web.archive.org/web/20191020083230/http://www.visitopatija.net/en/weather. Läst 20 oktober 2019.
8. ↑  ”Gradsko vijeće” (på kroatiska). Opatija.hr. Opatijas stad. http://www.opatija.hr/hr/gradsko-vijece. Läst 20 oktober 2019.
9. ↑  ”Mjesni odbori grada Opatije” (på kroatiska). Opatija.hr. Opatijas stad. http://www.opatija.hr/hr/mjesni-odbori. Läst 20 oktober 2019.
10. ↑  Opatija.hr Arkiverad 3 juni 2017 hämtat från the Wayback Machine. - Staden Opatijas officiella webbplats. - Läst 25 januari 2017. (kroatiska)
11. 1 2 3 4  Liburnija.net - Läst 26 januari 2017. (kroatiska)
12. ↑  Kvarner.hr - Läst 28 januari 2017. (engelska)
13. 1 2  ”Population by ethnicity, by towns/municipalities, 2011 census” (på engelska). Državni zavod za statistiku (Kroatiska statistiska centralbyrån). Arkiverad från originalet den 15 november 2013. https://web.archive.org/web/20131115171706/http://www.dzs.hr/Eng/censuses/census2011/results/htm/e01_01_04/E01_01_04_zup08.html. Läst 20 oktober 2019.
14. ↑  ”Population by religion, by towns/municipalities, 2011 census” (på engelska). Državni zavod za statistiku (Kroatiska statistiska centralbyrån). Arkiverad från originalet den 8 juni 2019. https://web.archive.org/web/20190608025845/https://www.dzs.hr/Eng/censuses/census2011/results/htm/e01_01_10/E01_01_10_zup08.html. Läst 20 oktober 2019.
15. ↑  Topdestinacije.hr Arkiverad 7 augusti 2016 hämtat från the Wayback Machine. - Läst 25 januari 2017. (kroatiska)
16. ↑  IMDb.com - Läst 25 januari 2017. (engelska)
17. ↑  ”Diplomatske misije i konzularni uredi u RH – Kraljevina Nizozemska” (på kroatiska). Kroatiska utrikesdepartementet. http://www.mvep.hr/hr/predstavnistva/veleposlanstva-stranih-drzava-u-rh/nizozemska-zagreb,126.html. Läst 20 oktober 2019.
18. ↑  Opatija.hr Arkiverad 3 juni 2017 hämtat från the Wayback Machine. - Staden Opatijas officiella webbplats. - Läst 25 januari 2017. (kroatiska)